# برایان فولر
برایان فولر (انگلیسی: Bryan Fuller؛ زادهٔ ۲۷ ژوئیهٔ ۱۹۶۹) یک فیلم‌نامه‌نویس، و تهیه‌کننده تلویزیونی اهل ایالات متحده آمریکا است.